# Andrzej Bryk
Andrzej Bryk – polski prawnik, profesor nauk prawnych, historyk prawa, profesor nadzwyczajny na Wydziale Prawa i Administracji Uniwersytetu Jagiellońskiego.

## Życiorys
W latach 1972–1976 odbył studia prawnicze na Wydziale Prawa i Administracji UJ. W 1983 na podstawie rozprawy pt. Liberalizm jako podstawa porządku politycznego w doktrynie Daniela Bella uzyskał tam stopień naukowy doktora nauk prawnych, zaś w 1999 na podstawie dorobku naukowego i monografii pt. The Origins of Constitutional Government – Higher Law and the Sources of Judicial Review otrzymał na WPiA UJ stopień doktora habilitowanego nauk prawnych w zakresie prawa, specjalność: historia państwa i prawa. W 2013 został powołany na stanowisko profesora nadzwyczajnego UJ. 28 lipca 2015 Prezydent RP nadał mu tytuł naukowy profesora nauk prawnych.
30 marca 2016 został powołany przez marszałka Sejmu Marka Kuchcińskiego w skład Zespołu Ekspertów do Spraw problematyki Trybunału Konstytucyjnego, który otrzymał za zadanie podjęcie kwestii powodujących zaistniały w 2015 kryzys wokół TK (zespół złożył raport 1 sierpnia 2016).
Wszedł w skład komitetu wspierającego kandydaturę Karola Nawrockiego na prezydenta RP w wyborach w 2025.

## Wybrane publikacje
- The Limits to Arbitrary Government. Edward Coke and the Search for Fundamental Law, Oficyna Literacka 1996.
- Konstytucjonalizm. Od starożytnego Izraela do liberalnego konstytucjonalizmu amerykańskiego, Wydawnictwo UJ, Kraków 2013.
- Jewish Autonomy In the Polish-Lithuanian Commonwealth from the 16th to the 18th century, vol. 1, Księgarnia Akademicka, Kraków 2013[2].